# Il truffatore di Tinder
Il truffatore di Tinder (The Tinder swindler) è un documentario britannico diretto da Felicity Morris e distribuito da Netflix a partire dal 2 febbraio 2022. Il film racconta la storia del truffatore israeliano Simon Leviev (nato Shimon Hayut), che ha utilizzato l'applicazione di incontri Tinder per connettersi con persone che ha poi manipolato emotivamente per sostenere finanziariamente il suo stile di vita sontuoso, con il pretesto di aver bisogno di soldi per sfuggire ai suoi "nemici".

## Trama
Un uomo israeliano, nato Shimon Hayut, ha viaggiato per l'Europa presentandosi come il figlio del magnate dei diamanti russo-israeliano Lev Leviev, alias il Re dei Diamanti. Usando il nome Simon Leviev, usava l'app di incontri Tinder per contattare donne, che successivamente induceva con l'inganno a prestargli soldi che non avrebbe mai restituito. Le incantava con regali sontuosi e le portava a cene su jet privati, usando i soldi che aveva preso in prestito da altre donne che aveva precedentemente truffato. In seguito, fingeva di essere preso di mira dai suoi "nemici", inviando spesso gli stessi messaggi e immagini a ciascuna donna, indicando che era stato appena attaccato con un coltello, ma che la sua guardia del corpo lo aveva salvato ed era rimasta ferita. Chiedeva a questo punto alle sue vittime di aiutarlo finanziariamente a causa di problemi di "sicurezza" che, presumibilmente, ostacolavano il suo uso delle sue carte di credito e dei suoi conti bancari; le donne spesso ricorrevano a prestiti bancari e nuove carte di credito per aiutarlo. Utilizzando i soldi ottenuti con l'inganno, attirava nuove vittime mentre essenzialmente gestiva uno schema Ponzi. In seguito, fingeva di ripagare le sue vittime inviando documenti falsi che mostravano bonifici bancari falsi e poi interrompeva i contatti con le vittime. A volte, arrivava persino a minacciarle e usava la manipolazione per ottenere ulteriore denaro dalle sue vittime. Si stima che abbia truffato 10 milioni di dollari a persone in tutto il mondo.

## Accoglienza

### Critica
Su Rotten Tomatoes, il film ha un indice di gradimento del 97% basato su 30 recensioni, con una valutazione media di 7,50 su10. Il commento del sito recita: "Una visione da brivido avvincente, Il truffatore di Tinder offre uno spettacolo solido, anche se straziante, per i veri fan del crimine".
Kevin Maher sul Times ha assegnato al film 4 stelle su 5, descrivendolo come "Lo squalo dei documentari sugli incontri su Internet" e ha scritto: "è così viscerale, propulsivo e allarmante che la prospettiva di un appuntamento online dopo Il truffatore di Tinder potrebbe sembrare davvero molto avventata." Anche Rebecca Nicholson del Guardian gli ha assegnato 4 stelle su 5, scrivendo: "Il truffatore di Tinder è scattante e intelligente e ti lascia desiderare di più, piuttosto che raschiare il barile per ogni possibile angolazione".  Anche Ed Cumming dell'Independent gli ha assegnato 4 stelle su 5, affermando: "Nonostante il lungo racconto alla base, [il film] a volte cade nell'autoindulgenza comune a tanti documentari moderni, con infinite ricostruzioni oscure e una colonna sonora straziante."
Brian Lowry della CNN è stato più critico nei confronti del film, scrivendo: "Combinando le qualità di un film di Lifetime con un titolo accattivante, gli elementi commerciabili non mascherano affatto che la storia sia in realtà una specie di noia".

### Audience
Il film ha registrato 45,8 milioni di ore di visualizzazione a livello globale nella settimana dal 31 gennaio al 6 febbraio 2022 e ha raggiunto la top 10 su Netflix in 92 paesi.

## Conseguenze
L'epilogo mostrato prima dei titoli di coda afferma che Hayut rimane un membro attivo su Tinder. Dopo l'uscita del film, tuttavia, Tinder ha bandito definitivamente Hayut dalla sua piattaforma. Match Group, la società madre di Tinder, ha anche bandito Hayut dalle sue altre app di appuntamenti: Hinge, Match.com, Plenty of Fish e OkCupid.
Variety ha riferito il 4 febbraio 2022 che Netflix stava progettando di trasformare il documentario in un film romanzato.
Netflix ha rilasciato uno speciale podcast in tre parti che racconta la realizzazione del documentario e scava più a fondo nella vita e nei metodi di Hayut.
Il 5 febbraio 2022, le tre vittime hanno organizzato una campagna di raccolta fondi GoFundMe per risarcire i propri debiti.
Il 22 febbraio 2022, Piotr Kaluski, presentato alle donne e rappresentato nel film come la guardia del corpo di Hayut, ha citato in giudizio Netflix per $ 5,6 milioni, sostenendo di essere stato interpretato in maniera imprecisa.
Alla fine del febbraio 2022, Hayut ha lanciato una raccolta di NFT e un merchandising con immagini e citazioni del film.